# Glomo carótico
O glomo carótico ou corpo carotídeo é um quimiorreceptor ovoide que se situa do lado medial da bifurcação da artéria carótida comum relacionado ao seio carótico. É sensível a baixas de oxigênio no sangue e reage ativando reflexos que aumentam a frequência cardíaca, pressão sanguínea, intensidade e frequência da respiração. É inervado pelos nervos glossofaríngeo e vago.

## Função
Os quimiorreceptores periféricos do corpo carotídeo são principalmente sensíveis à diminuição da pressão parcial de oxigênio (PO2). Isso contrasta com os quimiorreceptores centrais, no bulbo, que são principalmente sensíveis a mudanças no pH e PCO2 (uma diminuição no pH e um aumento na PCO2). Os quimiorreceptores do corpo carotídeo também são sensíveis ao pH e PCO2, mas apenas secundariamente. Mais especificamente, a sensibilidade dos quimiorreceptores do corpo carotídeo à diminuição da PO2 é maior quando o pH é diminuído e a PCO2 é aumentada.
A taxa de impulsos para os corpos carotídeos é particularmente sensível a mudanças na PO2 arterial na faixa de 60 até 30 mmHg, uma faixa na qual a saturação de hemoglobina com oxigênio diminui rapidamente. A saída dos corpos carotídeos é baixa em uma pressão parcial de oxigênio acima de cerca de 100 mmHg (13,3 kPa) (em pH fisiológico normal), mas abaixo de 60 mmHg a atividade das células tipo I (glômicas) aumenta rapidamente devido a uma diminuição na saturação de hemoglobina com oxigênio abaixo de 90%.
A informação sensorial que parte do corpo carotídeo é enviado aos centros cardiorrespiratórios no bulbo através dos ramos aferentes do nervo glossofaríngeo. (As fibras aferentes dos quimiorreceptores do corpo aórtico são transmitidas pelo nervo vago.) Esses centros, por sua vez, regulam a respiração e a pressão sanguínea, com a hipóxia causando um aumento na ventilação.